# Savar (Kroatien)
Savar (ital. Sauro) ist eine Ortschaft auf der Insel Dugi Otok in Kroatien.

## Lage und Einwohner
Savar liegt ziemlich genau in der Mitte der Insel zwischen den Dörfern Brbinj und Luka gegenüber der Insel Iž. 2021 zählte die Ortschaft 35 Einwohner, die von einfacher Landwirtschaft, Fischerei und vom Tourismus leben. Savar ist auch für die Nutzung vom heimischen Stein bekannt, der für den Bau des Forums in Zadar, Paläste und Kirchen in Rom und Venedig und dem UN-Gebäude in New York eingesetzt wurde.
| Bevölkerungsentwicklung | Bevölkerungsentwicklung | Bevölkerungsentwicklung | Bevölkerungsentwicklung | Bevölkerungsentwicklung | Bevölkerungsentwicklung | Bevölkerungsentwicklung | Bevölkerungsentwicklung | Bevölkerungsentwicklung | Bevölkerungsentwicklung | Bevölkerungsentwicklung | Bevölkerungsentwicklung | Bevölkerungsentwicklung | Bevölkerungsentwicklung | Bevölkerungsentwicklung | Bevölkerungsentwicklung | Bevölkerungsentwicklung |
| ----------------------- | ----------------------- | ----------------------- | ----------------------- | ----------------------- | ----------------------- | ----------------------- | ----------------------- | ----------------------- | ----------------------- | ----------------------- | ----------------------- | ----------------------- | ----------------------- | ----------------------- | ----------------------- | ----------------------- |
| 1857                    | 1869                    | 1880                    | 1890                    | 1900                    | 1910                    | 1921                    | 1931                    | 1948                    | 1953                    | 1961                    | 1971                    | 1981                    | 1991                    | 2001                    | 2011                    | 2021                    |
| 151                     | 167                     | 178                     | 177                     | 202                     | 242                     | 284                     | 298                     | 286                     | 282                     | 197                     | 188                     | 93                      | 85                      | 57                      | 53                      | 35                      |

## Geschichte
Savar wurde 1279 das erstmals erwähnt. Nach dem kroatischen Linguisten Petar Skok stammt der Name vom griechischen Szaurosz (Eidechse) ab. Später wurde das italienische Sauro verwendet.
Die Vorromanische Kirche des Sveti Pelegrin (13. Jahrhundert) befindet sich auf einer kleinen Insel, die mit einem Damm mit dem Festland verbunden worden ist. Das Presbyterium ist eigentlich eine vorromanische Kirche, das Kirchenschiff und die Sakristei wurden später modernisiert. Das barocke Baptisterium mit glagolitischer Inschrift wurde in die Pfarrkirche aus dem Jahr 1670 überführt. Sie zählt zu den bedeutendsten altkroatischen Sakralbauten.
Das Gebiet des Dorfes gehörte, wie der Rest der Insel, Zadar und wurde ab 1409 zusammen mit der Stadt Teil der venezianischen Republik. Ende des 18. Jahrhunderts schaffte Napoleon die Venezianische Republik ab. Zwischen 1797 und 1805 kam Dugi Otok unter die Herrschaft der Habsburger und wurde dann zusammen mit ganz Dalmatien Teil des französischen Reiches. 1815 wurde es erneut vom Wiener Kongress an Österreich übergeben, der es bis 1918 von Zara aus als Teil des Königreichs Dalmatien verwaltete.
Das Kloster des Einsiedlers Sveti Antonius in Savar wurde 1505 zerstört und verlassen. Kleine Teile der Ruine sind heute noch erhalten.
In der Nähe des Dorfes Savar im zentralen Teil von Dugi Otok befindet sich die Höhle Strašna peć (Schrecklicher Ofen). Diese wurde erstmals 1898 in der Zadar-Zeitung Il Dalmata in einem Artikel von Dr. Luka Jelic erwähnt und 1904 von der „Illustrierten österreichischen Riviera Zeitung“ populär gemacht. Seitdem zog die Höhle zahlreiche Touristen an. Auch der österreichisch-ungarische Kaiser Franz Joseph besucht die Höhle. Es wurden Zugangstreppen und eine Veranda gebaut. Der Eingang liegt 70 m über dem Meer und wurde mit einem Eisentor verschlossen. Sie ist seit 2007 wieder für Touristen zugänglich.
Während des Zweiten Weltkriegs, zwischen dem 7. und 13. Mai 1943, brannten die italienischen Besatzungstruppen die gesamte Siedlung nieder, töteten ihre Bevölkerung oder deportierten sie in Konzentrationslager. Aus diesem Grund wurden die Gebäude im Dorf, die heute zu sehen sind, fast alle nach dem Krieg gebaut. Der starke Bevölkerungsrückgang war jedoch nicht auf diesen Krieg zurückzuführen, sondern auf die nach dem Krieg einsetzende Auswanderung nach Amerika, Sinai und Australien.